# As the Stages Burn!
As the Stages Burn! je koncertní album/DVD švédské melodicky deathmetalové hudební skupiny Arch Enemy. Vydáno bylo 31. března 2017 vydavatelstvím Century Media. Skupina ho nahrála na největším metalovém festivalu Wacken Open Air v roce 2016, přičemž pro tento koncert připravila největší scénu ve své dosavadní historii. Tu měl na starosti Costin Chioreanu, který je zároveň autorem kresby na přebalu předchozího alba skupiny War Eternal (2014). Celá příprava pro nahrání DVD zabrala skupině a jejímu managementu přes půl roku.

## Seznam skladeb
| CD             | CD                         | CD    |
| Pořadí         | Název                      | Délka |
| -------------- | -------------------------- | ----- |
| 1.             | Khaos Overture             | 1:34  |
| 2.             | Yesterday Is Dead and Gone | 4:38  |
| 3.             | War Eternal                | 4:28  |
| 4.             | Ravenous                   | 4:04  |
| 5.             | Stolen Life                | 2:59  |
| 6.             | My Apocalypse              | 6:02  |
| 7.             | You Will Know My Name      | 4:32  |
| 8.             | Bloodstained Cross         | 5:36  |
| 9.             | Under Black Flags We March | 5:20  |
| 10.            | As the Pages Burn          | 4:27  |
| 11.            | Dead Eyes See No Future    | 4:24  |
| 12.            | Avalanche                  | 4:44  |
| 13.            | No Gods, No Masters        | 4:21  |
| 14.            | We Will Rise               | 5:03  |
| 15.            | Nemesis                    | 4:03  |
| 16.            | Fields of Desolation       | 3:29  |
| Celková délka: | Celková délka:             | 69:44 |

| DVD            | DVD                                              | DVD    |
| Pořadí         | Název                                            | Délka  |
| -------------- | ------------------------------------------------ | ------ |
| 1.             | Khaos Overture                                   | 1:36   |
| 2.             | Yesterday Is Dead and Gone                       | 4:48   |
| 3.             | War Eternal                                      | 4:56   |
| 4.             | Ravenous                                         | 4:20   |
| 5.             | Stolen Life                                      | 3:05   |
| 6.             | My Apocalypse                                    | 5:50   |
| 7.             | You Will Know My Name                            | 4:32   |
| 8.             | Bloodstained Cross                               | 5:22   |
| 9.             | Under Black Flags We March                       | 5:15   |
| 10.            | As the Pages Burn                                | 4:15   |
| 11.            | Dead Eyes See No Future                          | 4:47   |
| 12.            | Avalanche                                        | 4:56   |
| 13.            | No Gods, No Masters                              | 4:35   |
| 14.            | We Will Rise                                     | 4:55   |
| 15.            | Nemesis                                          | 4:38   |
| 16.            | Fields of Desolation                             | 2:55.  |
| 17.            | Outro                                            | 2:02   |
| 18.            | Wacken 2016: Behind the Scenes                   | 6:47   |
| 19.            | Tempore Nihil Sanat (živě v Tokiu, 2015)         | 1:02   |
| 20.            | Never Forgive, Never Forget (živě v Tokiu, 2015) | 3:48   |
| 21.            | Bury Me an Angel (živě v Tokiu, 2015)            | 4:42   |
| 22.            | Taking Back My Soul (živě v Tokiu, 2015)         | 4:59   |
| 23.            | Burning Angel (živě v Tokiu, 2015)               | 4:25   |
| 24.            | The Day You Died (živě v Tokiu, 2015)            | 4:54   |
| 25.            | No More Regrets (živě v Tokiu, 2015)             | 4:33   |
| 26.            | Silverwing (živě v Tokiu, 2015)                  | 5:31   |
| 27.            | War Eternal (videoklip)                          | 4:17   |
| 28.            | You Will Know My Name (videoklip)                | 4:44   |
| 29.            | No More Regrets (videoklip)                      | 4:10   |
| 30.            | Stolen Life (verze z roku 2015)                  | 2:58   |
| 31.            | Stolen Life (verze z roku 2016)                  | 2:58   |
| 32.            | Time Is Black (videoklip)                        | 4:37   |
| Celková délka: | Celková délka:                                   | 137:05 |

## Obsazení
- Alissa White-Gluz – zpěv
- Michael Amott – kytara, doprovodný zpěv
- Jeff Loomis – kytara
- Sharlee D'Angelo – basová kytara
- Daniel Erlandsson – bicí